# Belagerung von Belgrad (1688)
Wien – Kahlenberg – Párkány – Gran I – Waitzen (Vác) –  Ofen I – Gran II – Neuhäusel (Nové Zámky) – Eperies – Ofen II – Mohács (Harsány) – Belgrad I – Derbend – Pataczin – Nisch – Belgrad II – Szlankamen – Belgrad III – Peterwardein – Lippa (Lipova)  – Lugos (Lugoj) – Temesvár – Olasch (Bega) – Zenta
Die Belagerung von Belgrad im Jahr 1688 war Teil des Großen Türkenkriegs. Dabei kämpften Truppen des Heiligen Römischen Reiches, insbesondere kaiserlich österreichische, gegen die Osmanen. Die Belagerung endete mit einem Sieg der angreifenden kaiserlichen Truppen.

## Vorgeschichte
Ein Jahr vor der Belagerung waren die kaiserlichen Truppen erfolgreich, was verschiedene Folgen hatte. Die Generäle Johann Heinrich von Dünewald und Karl von Lothringen konnten in Siebenbürgen und Slawonien vordringen. Dem konnten die Osmanen, die noch immer von der Schlacht bei Mohács geschwächt waren, nur geringen Widerstand entgegensetzen. Vor diesem Hintergrund stimmte der ungarische Reichstag zu, die erbliche Königswürde dem Haus Habsburg zu übertragen. Die Niederlage führte im osmanischen Reich zum Sturz des Großwesirs Suleiman Pascha und später auch des Sultans Mehmed IV. selbst.
Daraufhin beabsichtigte die kaiserliche Armeeführung, im Jahr 1688 die Stadt Belgrad zu erobern. Diese stellte zu diesem Zeitpunkt die stärkste osmanische Machtstellung im ungarischen Raum dar.
Eine Hauptarmee aus etwa 40.000 Mann sollte direkt von Norden in Richtung Belgrad marschieren. Eine kleinere Truppe unter Ludwig von Baden sollte am rechten Ufer der Donau in Richtung Belgrad marschieren.
Strittig war im kaiserlichen Lager der Oberbefehl. Dies ging so weit, dass der bayerische Kurfürst Max Emanuel seine Teilnahme und die der bayerischen Truppen in Frage stellte, sollte er nicht mit dem Oberkommando betraut werden. Erst eine Krankheit Karl von Lothringens führte dazu, dass Max Emanuel das Kommando tatsächlich erhielt.

## Verlauf
Die von Max Emanuel vorgefundene Armee war tatsächlich nur etwa 34.000 Mann stark. Sie war damit die schwächste seit Beginn des Krieges. Ohne den Vormarsch der Truppen unter
Ludwig von Baden  abzuwarten, ließ der Kurfürst seine Truppen marschieren. Zur Überquerung der Save führte die Armee 60 bis 70 zerlegte Schiffe mit sich. In der Nacht vom 7. auf den 8. August 1688 gelang trotz eines osmanischen Gegenangriffs die Überquerung des Flusses. Der osmanische Befehlshaber Jegen Pascha zog sich mit seiner Hauptmacht von 13.000 Mann zurück. In der Festung Belgrad ließ er 4.000–5.000 Mann unter Ibarahim Pascha von Szegzard zurück. Die meisten Einwohner der Stadt hatten sich über die Donau in Sicherheit gebracht.
Nachdem die Stadt eingeschlossen war, begann die Aufstellung der Belagerungssysteme. Die Laufgräben wurden am 25. August eröffnet. Die Festung Belgrad wurde mit Hilfe von 40 Kanonen des größten Kalibers und von 15 Mörsern tagelang beschossen. Am 6. September kam es von drei Seiten gleichzeitig zum Sturmangriff durch die kaiserlichen Truppen. Die erste Umwallung wurde rasch genommen, dahinter stießen die Angreifer auf eine zweite nachträglich erbaute Befestigung. Nach der Eroberung kam es zu einem Blutbad, dem zahlreiche osmanische Verteidiger zum Opfer fielen. Insgesamt wurden 7.000 Osmanen getötet. Der türkische Befehlshaber wurde gefangen genommen. Die Angreifer hatten 700 Mann verloren. Die Truppenführer, darunter auch der Oberbefehlshaber Max Emanuel von Bayern und der Major Henning von Stralenheim, waren verwundet worden. Gefallen waren:
- Feldmarschall-Lieutenant Graf von Schärffenberg
- Feldmarschall-Lieutenant Graf von Thurn-Valsassina
- Generalfeldwachtmaster Graf von Fürstenberg

Nach dem Sieg endete im Wesentlichen der Feldzug von 1688. Zwei Jahre später kam es zur Rückeroberung der Stadt durch die Osmanen.